# Mr. Patman
Pour plus de détails, voir Fiche technique et Distribution.
Mr. Patman est un film canadien de John Guillermin sorti en 1980.

## Synopsis
À 50 ans, Mr. Patman, infirmier dans un hôpital psychiatrique de Vancouver, est toujours célibataire et semble ne plus croire à l'amour véritable. Pourtant, il n'hésite pas à mener conjointement deux liaisons.

## Fiche technique
- Réalisation : John Guillermin
- Scénario : Thomas Hedley Jr.
- Directeur de la photographie : John Coquillon
- Montage : Vince Hatherley et David Nicholson
- Musique : Paul Hoffert
- Costumes : William Ware Theiss
- Décors : Trevor Williams
- Production : William T. Marshall et Hank Van der Kolk
- Genre : Drame
- Pays :  Canada
- Durée : 97 minutes
- Date de sortie :
  -  Canada : 5 septembre 1980 (première au Festival international du film de Toronto)
  -  France : 22 avril 1981

## Distribution
- James Coburn (VF : Georges Aminel) : Mr. Patman
- Kate Nelligan (VF : Béatrice Delfe) : Miss Peabody
- Fionnula Flanagan (VF : Perrette Pradier) : Miss Abadaba (Marie-Christine Aba en VF)
- Les Carlson (VF : Marc de Georgi) : Mr. Albernathy
- Candy Kane (VF : Paule Emanuele) : Mrs. Beckman
- Michael Kirby (VF : Jean Roche) : Dr Turley
- Alan McRae (VF : Georges Poujouly) : Dr Bloom
- Jan Rubes (VF : Jean Berger) : Mr. Vrakettas (Mr. Batesh en VF)
- Hugh Webster (VF : Claude Joseph) : Mr. Wolfe (Mr. Furet en VF)
- Lynne Griffin (VF : Jeanine Forney) : Monica
- Charles Jolliffe (VF : Jacques Ebner) : le prêtre
- Kenneth Wickes : Mr. Arnoldi
- Tabitha Herrington (VF : Evelyn Selena) : Miss Montgomery
- Lois Maxwell (VF : Monique Mélinand) : la directrice du personnel
- Laura Press (VF : Maria Tamar) : Mrs. Graves (Mme Gravier en VF)
- Cathryn Balk (VF : Monique Thierry) : Mary
- Shirley Barclay (VF : Claude Chantal) : l'infirmière aidant au transport de Mrs. Wiley
- John Wye (VF : Jacques Ferrière) : le conducteur du bus